# Michel Bibollet
Michel Bibollet, né le 24 mars 1963 à Sallanches (Haute-Savoie), est un coureur cycliste français, professionnel de 1985 à 1988.

## Palmarès
- 1983
  - Grand Prix du Faucigny
- 1984
  - Grand Prix Mathias
  - 2e d'Annemasse-Bellegarde-Annemasse
  - 3e du Grand Prix du Cru Fleurie
- 1985
  - Tour de Vendée
- 1987
  - 2e étape du Tour de la Vienne
  - 3e étape du Grand Prix de l'Amitié
- 1988
  - Souvenir Bruno-Gormand
  - 2ea étape du Tour du Vaucluse
- 1989
  - Tour de Suisse Orientale
  - 2e du Circuit de l'Auxois

### Résultats sur le Tour de France
2 participations
- 1985 : 113e
- 1988 : 88e